# Ga Kita-Nijūyo-Jō
Ga Kita-Nijūyo-Jō (北24条駅 n.đ. "Nhà ga số 24 phía Bắc") là ga Tàu điện ngầm đô thị Sapporo ở Kita, Sapporo, Hokkaido, Nhật Bản. Nhà ga được đánh số N03.

## Bố trí ga
| G                                     | Mặt đất                                                | Lối vào/Lối ra                                             |
| Sân ga                                | Sân ga 1                                               | Tuyến Namboku đi N4 Kita-Jūhachi-Jō (Hướng đi Makomanai) → |
| Sân ga đảo, cửa sẽ mở ở bên trái/phải |                                                        |                                                            |
| Sân ga 2                              | ← Tuyến Namboku đi N2 Kita-Sanjūyo-Jō (Hướng đi Asabu) |                                                            |

## Lịch sử
Nhà ga mở cửa vào ngày 16 tháng 12 năm 1971, cùng với thời điểm khai trương Tuyến Namboku từ ga này đến Ga Makomanai.
Khi tuyến Namboku nối dài từ Ga Kita-Niju-jo đến Ga Asabu và được khai trương vào ngày 16 tháng 3 năm 1978, Ga Asabu trở thành ga cuối ở phía bắc của tuyến.

## Xung quanh nhà ga
- Quốc lộ 5, (đến Hakodate)
- Bến xe buýt Kita-Nijūyo-Jō
- Trung tâm y tế Kita, Sapporo Kita Kumin Center
- Văn phòng Quận Kita, Sapporo
- Nhà thi đấu Mikaho, (sân băng)
- Bưu điện Kita-Nijūyo-Jō, Sapporo
- Đồn cảnh sát Kita
- Sở cứu hỏa Kita thành phố Sapporo
- Round One, Amusement Center
- Siêu thị ARCS, chi nhánh Kita-Nijūyo-Jō
- Siêu thị Maxvalu, chi nhánh Kita
- Khách sạn Sapporo Sun Plaza
- Ngân hàng Sorachi Shinkin, chi nhánh Kita
- Ngân hàng Engaru Shinkin, chi nhánh Sapporo
- Ngân hàng North Pacific, chi nhánh Kita-Nijūyo-Jō
- Ngân hàng Hokkaido, chi nhánh Kita-Nijūyo-Jō